# Казе Грамонти (Пјаченца)
Казе Грамонти је насеље у Италији у округу Пјаченца, региону Емилија-Ромања.
Према процени из 2011. у насељу је живело 9 становника. Насеље се налази на надморској висини од 404 м.